# Спрюэлл, Лэтрелл
Лэтрелл Фонтейн Спрюэлл (англ. Latrell Fontaine Sprewell; родился 8 сентября 1970 года в Милуоки, штат Висконсин) — американский профессиональный баскетболист, завершивший карьеру. Играл на позициях атакующего защитника и лёгкого форварда. Выступал за клубы «Голден Стэйт Уорриорз» (1992—1998), «Нью-Йорк Никс» (1999—2003) и «Миннесота Тимбервулвз» (2003—2005). Известен своим скандальным поведением.

## Биография
Спрюэлл учился в старшей школе имени Вашингтона в Милуоки, затем два сезона играл за баскетбольную команду общественного колледжа Три-Риверс в Поплар-Блафф, Миссури, и ещё два сезона — за команду Университета Алабамы, где вместе с ним выступал будущий семикратный чемпион НБА Роберт Орри.
В 1992 году Спрюэлла на драфте НБА под 24-м номером выбрал клуб «Голден Стэйт Уорриорз». Лэтрелл сразу же стал демонстрировать высокий уровень игры, в первом сезоне набирал в среднем 15.4 очков за игру и был включён во вторую сборную новичков НБА. За шесть сезонов, в которых он выступал за «Уорриорз», Спрюэлл три раза принимал участие в Матче всех звёзд НБА (в 1994, 1995 и 1997 годах), в сезоне 1993/1994 был включён в первую сборную звёзд НБА и во вторую сборную звёзд защиты, в сезоне 1996/1997 он с показателем 24,2 очка в среднем за игру занял пятое место по результативности в лиге.
1 декабря 1997 года Спрюэлл во время тренировки напал на главного тренера «Уорриорз», Пи Джея Карлесимо. Тренер потребовал от игрока поработать над передачами, на что Лэтрелл ответил в грубой манере, а когда Карлесимо приблизился, Спрюэлл повалил его на паркет и в течение 10-15 секунд душил, пока партнёры по команде не оттащили его. Через 20 минут после инцидента он вернулся в зал и ударил тренера. Этот эпизод стал не первым скандалом с участием Спрюэлла: в 1995 году он подрался на тренировке с партнёром по команде Джеромом Керси и угрожал прийти на следующую тренировку с пистолетом.
После этого нападения Спрюэлла отлучили от игр и тренировок на 10 дней без оплаты. На следующий день «Уорриорз» расторгли с ним контракт, который был рассчитан ещё на три года, за которые игрок должен был получить 23,7 млн долларов; руководство НБА дисквалифицировало его на 82 игры. Позже Спрюэлл подал апелляцию, в результате которой расторжение контракта было отменено и срок дисквалификации был сокращён до 68 оставшихся игр сезона. Во время своей дисквалификации Спрюэлл был осуждён за вождение на большой скорости, из-за чего два человека получили травмы, и три месяца провёл под домашним арестом.
В сезоне 1998/1999 «Уорриорз» обменяли Лэтрелла в «Нью-Йорк Никс» на Джона Старкса, Криса Миллза и Терри Каммингса. Несмотря на длительное отсутствие игровой практики (из-за локаута в НБА он не играл больше года) Спрюэлл вернул былую форму и стал одним из ведущих игроков «Никс», выведя их в финал чемпионата НБА-99. В 2001 году он принял участие в своём последнем Матче всех звёзд.
В 2003 году «Никс» обменяли Спрюэлла в клуб «Миннесота Тимбервулвз». В Миннесоте Спрюэлл образовал мощное атакующее трио с форвардом Кевином Гарнеттом и защитником Сэмом Касселом. В том сезоне команда достигла наибольшего успеха в своей истории, заняв первое место в своём дивизионе и дойдя до финала Западной конференции в плей-офф, где уступила «Лос-Анджелес Лэйкерс». В серии плей-офф Спрюэлл был вторым по результативности в команде, набирая в среднем по 19,8 очков за игру.
31 октября 2004 года «Тимбервулвз» предложили Спрюэллу новый контракт на три года стоимостью в 21 млн долларов, что было существенно меньше его действовавшего контракта, который заканчивался через год. Лэтрелл отверг предложение, прокомментировав, что «у него есть семья, которую нужно кормить». Последний сезон в Миннесоте стал худшим в карьере Спрюэлла. Летом 2005 года «Наггетс», «Кавальерс» и «Рокетс» пытались приобрести его в качестве свободного агента, но не смогли договориться с ним по зарплате. В итоге следующий сезон Спрюэлл провёл в поисках клуба, способного удовлетворить его денежные запросы, но так в итоге и остался свободным агентом до конца сезона, после чего завершил карьеру.

## Статистика

### Статистика в НБА
| Сезон                                                                                    | Команда      | Регулярный сезон | Регулярный сезон | Регулярный сезон | Регулярный сезон | Регулярный сезон | Регулярный сезон | Регулярный сезон | Регулярный сезон | Регулярный сезон | Регулярный сезон | Регулярный сезон | Серия плей-офф | Серия плей-офф | Серия плей-офф | Серия плей-офф | Серия плей-офф | Серия плей-офф | Серия плей-офф | Серия плей-офф | Серия плей-офф | Серия плей-офф | Серия плей-офф |
| Сезон                                                                                    | Команда      | GP               | GS               | MPG              | FG%              | 3P%              | FT%              | RPG              | APG              | SPG              | BPG              | PPG              | GP             | GS             | MPG            | FG%            | 3P%            | FT%            | RPG            | APG            | SPG            | BPG            | PPG            |
| ---------------------------------------------------------------------------------------- | ------------ | ---------------- | ---------------- | ---------------- | ---------------- | ---------------- | ---------------- | ---------------- | ---------------- | ---------------- | ---------------- | ---------------- | -------------- | -------------- | -------------- | -------------- | -------------- | -------------- | -------------- | -------------- | -------------- | -------------- | -------------- |
| 1992/93                                                                                  | Голден Стэйт | 77               | 69               | 35,6             | 46,4             | 36,9             | 74,6             | 3,5              | 3,8              | 1,6              | 0,6              | 15,4             | Не участвовал  | Не участвовал  | Не участвовал  | Не участвовал  | Не участвовал  | Не участвовал  | Не участвовал  | Не участвовал  | Не участвовал  | Не участвовал  | Не участвовал  |
| 1993/94                                                                                  | Голден Стэйт | 82               | 82               | 43,1             | 43,3             | 36,1             | 77,4             | 4,9              | 4,7              | 2,2              | 0,9              | 21,0             | 3              | 3              | 40,7           | 43,3           | 34,8           | 66,7           | 3,0            | 7,0            | 0,7            | 1,0            | 22,7           |
| 1994/95                                                                                  | Голден Стэйт | 69               | 69               | 40,2             | 41,8             | 27,6             | 78,1             | 3,7              | 4,0              | 1,6              | 0,7              | 20,6             | Не участвовал  | Не участвовал  | Не участвовал  | Не участвовал  | Не участвовал  | Не участвовал  | Не участвовал  | Не участвовал  | Не участвовал  | Не участвовал  | Не участвовал  |
| 1995/96                                                                                  | Голден Стэйт | 78               | 78               | 39,3             | 42,8             | 32,3             | 78,9             | 4,9              | 4,2              | 1,6              | 0,6              | 18,9             | Не участвовал  | Не участвовал  | Не участвовал  | Не участвовал  | Не участвовал  | Не участвовал  | Не участвовал  | Не участвовал  | Не участвовал  | Не участвовал  | Не участвовал  |
| 1996/97                                                                                  | Голден Стэйт | 80               | 79               | 41,9             | 44,9             | 35,4             | 84,3             | 4,6              | 6,3              | 1,7              | 0,6              | 24,2             | Не участвовал  | Не участвовал  | Не участвовал  | Не участвовал  | Не участвовал  | Не участвовал  | Не участвовал  | Не участвовал  | Не участвовал  | Не участвовал  | Не участвовал  |
| 1997/98                                                                                  | Голден Стэйт | 14               | 13               | 39,1             | 39,7             | 18,8             | 74,5             | 3,6              | 4,9              | 1,4              | 0,4              | 21,4             | Не участвовал  | Не участвовал  | Не участвовал  | Не участвовал  | Не участвовал  | Не участвовал  | Не участвовал  | Не участвовал  | Не участвовал  | Не участвовал  | Не участвовал  |
| 1998/99                                                                                  | Нью-Йорк     | 37               | 4                | 33,3             | 41,5             | 27,3             | 81,2             | 4,2              | 2,5              | 1,2              | 0,1              | 16,4             | 20             | 8              | 37,2           | 41,9           | 16,0           | 85,0           | 4,8            | 2,2            | 1,0            | 0,3            | 20,4           |
| 1999/00                                                                                  | Нью-Йорк     | 82               | 82               | 40,0             | 43,5             | 34,6             | 86,6             | 4,3              | 4,0              | 1,3              | 0,3              | 18,6             | 16             | 16             | 43,8           | 41,4           | 33,3           | 78,4           | 4,4            | 3,5            | 1,1            | 0,3            | 18,7           |
| 2000/01                                                                                  | Нью-Йорк     | 77               | 77               | 39,2             | 43,0             | 30,4             | 78,3             | 4,5              | 3,5              | 1,4              | 0,4              | 17,7             | 5              | 5              | 42,4           | 40,7           | 21,4           | 76,0           | 3,0            | 3,4            | 1,0            | 0,2            | 18,4           |
| 2001/02                                                                                  | Нью-Йорк     | 81               | 81               | 41,1             | 40,4             | 36,0             | 82,1             | 3,7              | 3,9              | 1,2              | 0,2              | 19,4             | Не участвовал  | Не участвовал  | Не участвовал  | Не участвовал  | Не участвовал  | Не участвовал  | Не участвовал  | Не участвовал  | Не участвовал  | Не участвовал  | Не участвовал  |
| 2002/03                                                                                  | Нью-Йорк     | 74               | 73               | 38,6             | 40,3             | 37,2             | 79,4             | 3,9              | 4,5              | 1,4              | 0,3              | 16,4             | Не участвовал  | Не участвовал  | Не участвовал  | Не участвовал  | Не участвовал  | Не участвовал  | Не участвовал  | Не участвовал  | Не участвовал  | Не участвовал  | Не участвовал  |
| 2003/04                                                                                  | Миннесота    | 82               | 82               | 37,8             | 40,9             | 33,1             | 81,4             | 3,8              | 3,5              | 1,1              | 0,3              | 16,8             | 18             | 18             | 42,8           | 42,1           | 38,5           | 77,9           | 4,4            | 4,0            | 1,6            | 0,7            | 19,8           |
| 2004/05                                                                                  | Миннесота    | 80               | 79               | 30,6             | 41,4             | 32,7             | 83,0             | 3,2              | 2,2              | 0,7              | 0,3              | 12,8             | Не участвовал  | Не участвовал  | Не участвовал  | Не участвовал  | Не участвовал  | Не участвовал  | Не участвовал  | Не участвовал  | Не участвовал  | Не участвовал  | Не участвовал  |
|                                                                                          | Всего        | 913              | 868              | 38,6             | 42,5             | 33,7             | 80,4             | 4,1              | 4,0              | 1,4              | 0,4              | 18,3             | 62             | 50             | 41,1           | 41,8           | 33,0           | 80,3           | 4,3            | 3,4            | 1,2            | 0,4            | 19,7           |
| Наведите курсор мыши на аббревиатуры в заголовке таблицы, чтобы прочесть их расшифровку. |              |                  |                  |                  |                  |                  |                  |                  |                  |                  |                  |                  |                |                |                |                |                |                |                |                |                |                |                |